# All at Once (chanson de Whitney Houston)
Pour les articles homonymes, voir All at Once.
Singles de Whitney Houston
You Give Good Love
(1985) Saving All My Love for You
(1985)
All at Once est une chanson de Whitney Houston, parue sur son premier album Whitney Houston. Elle est écrite par Jeffrey Osborne et composée par Michael Masser (en). La chanson est sortie en mars 1985 chez Arista Records en tant que single dans plusieurs pays européens et africains ainsi qu'au Japon en 1986, et en Italie en 1987, après une prestation de la chanson au festival de Sanremo. Elle n'est pas sortie en single en Amérique du Nord, mais est diffusée régulièrement à la radio sur des stations pop et R&B-soul.
C'est l'une des ballades emblématiques de Whitney Houston et son premier succès aux Pays-Bas et en Belgique. La chanson parle d'un amour qui part sans prévenir et du chagrin d'amour qui s'ensuit.

## Accueil commercial
La chanson est devenue le premier succès de Whitney Houston aux Pays-Bas et en Belgique en avril 1985,,,, et s'est également classée dans le top 5 du hit-parade de Musica e dischi en Italie au cours de l'année 1987.
Après la réédition de la chanson au Japon le 26 juillet 1996 en tant que single mini CD, All at Once est certifiée disque d'or par l'Association de l'industrie du disque du Japon (RIAJ).

## Prestations en public
Whitney Houston interprète All at Once dans les émissions néerlandaises TopPop et Formule 1 le 4 mars et le 25 mars 1985 respectivement,, l'émission allemande Peter's Pop Show en 1985 et dans l'émission japonaise Night's Hit Studio l'année suivante.
En 1987, la chanteuse interprète la chanson aux American Music Awards. La même année, Whitney Houston interprète la chanson au festival de Sanremo en Italie. À la fin de sa prestation, le public se lève et réclame un rappel : une première pour une artiste internationale au festival. La chanteuse interprète également la chanson au Japon, au Royaume-Uni, en Belgique et aux Pays-Bas lors de sa tournée The Greatest Love Tour de 1986.

## Liste des titres
| A. | All at Once              | - Michael Messer - Jeffrey Osborne | 4:29 |
| B. | The Greatest Love of All | - Messer - Linda Creed             | 4:51 |

| A. | All at Once                          | - Messer - Osborne | 4:26 |
| B. | Hold Me (duo avec Teddy Pendergrass) | - Messer - Creed   | 6:00 |

## Classements et certifications
| Classement (1985–1996)                 | Meilleure position |
| -------------------------------------- | ------------------ |
| Afrique du Sud (Springbok Top 20)      | 24                 |
| Belgique (Flandre Ultratop 50 Singles) | 2                  |
| Belgique (BRT Top 30)                  | 5                  |
| Europe (Europarade)                    | 11                 |
| Europe (European Airplay Top 50)       | 36                 |
| Italie (Musica e dischi)               | 3                  |
| Japon (Oricon)                         | 42                 |
| Pays-Bas (Nederlandse Top 40)          | 5                  |
| Pays-Bas (Nationale Hitparade)         | 6                  |

| Classement (2012)                 | Meilleure position |
| --------------------------------- | ------------------ |
| Corée du Sud (Gaon International) | 115                |
| France (SNEP)                     | 132                |
| Japon (Hot 100)                   | 24                 |
| Pays-Bas (Single Top 100)         | 39                 |

| Classement (1985)              | Position |
| ------------------------------ | -------- |
| Belgique (Flandre Ultratop 50) | 24       |
| Pays-Bas (Nederlandse Top 40)  | 35       |
| Pays-Bas (Single Top 100)      | 48       |

| Classement (1987)        | Position |
| ------------------------ | -------- |
| Italie (Musica e dischi) | 32       |

| Région                                | Certification | Ventes/Streams |
| ------------------------------------- | ------------- | -------------- |
| Japon (RIAJ)                          | Or            | 50 000^        |
| ^Mise en rayon selon la certification |               |                |